# Percy Stow
Pour les articles homonymes, voir Stow.
Percy Stow est un réalisateur britannique né en 1876 à Islington (Royaume-Uni), mort le 10 juillet 1919 à Torquay (Devon, Royaume-Uni). Il a réalisé près de 300 films produits par Cecil Hepworth puis par la société Clarendon.

## Biographie
Percy Stow est l'auteur avec Cecil Hepworth de la première version d'Alice au pays des merveilles (en 1903).

## Filmographie partielle
- 1902 : How to Stop a Motor Car
- 1903 : Alice in Wonderland
- 1903 : The Unclean World
- 1906 : Rescued in Mid-Air
- 1907 : The Pied Piper of Hamelin
- 1908 : A Wild Goose Chase
- 1908 : The Tempest
- 1908 : Robin Hood and His Merry Men
- 1908 : The Martyrdom of Thomas A Becket
- 1909 : A Glass of Goat’s Milk
- 1909 : The Invaders
- 1910 : Lieutenant Rose and the Foreign Spy
- 1911 : Lieutenant Rose and the Royal Visit
- 1911 : Lieutenant Rose and the Stolen Code
- 1912 : Lieutenant Rose and the Stolen Battleship
- 1913 : Love and the Varsity
- 1913 : Milling the Militants